# NGC 318
NGC 318 je čočková galaxie v souhvězdí Ryb. Její zdánlivá jasnost je 14,4m a úhlová velikost 0,5′ × 0,2′. Je vzdálená 244 milionů světelných let, průměr má 35 000 světelných let. Galaxii objevil 19. listopadu 1850 Bindon Blood Stoney, asistent Williama Parsonse, jemuž objev v katalogu NGC připsán. V katalogu NGC je galaxie popsána jako „velmi slabá, velmi malá, okrouhlá, jasnější střed“.

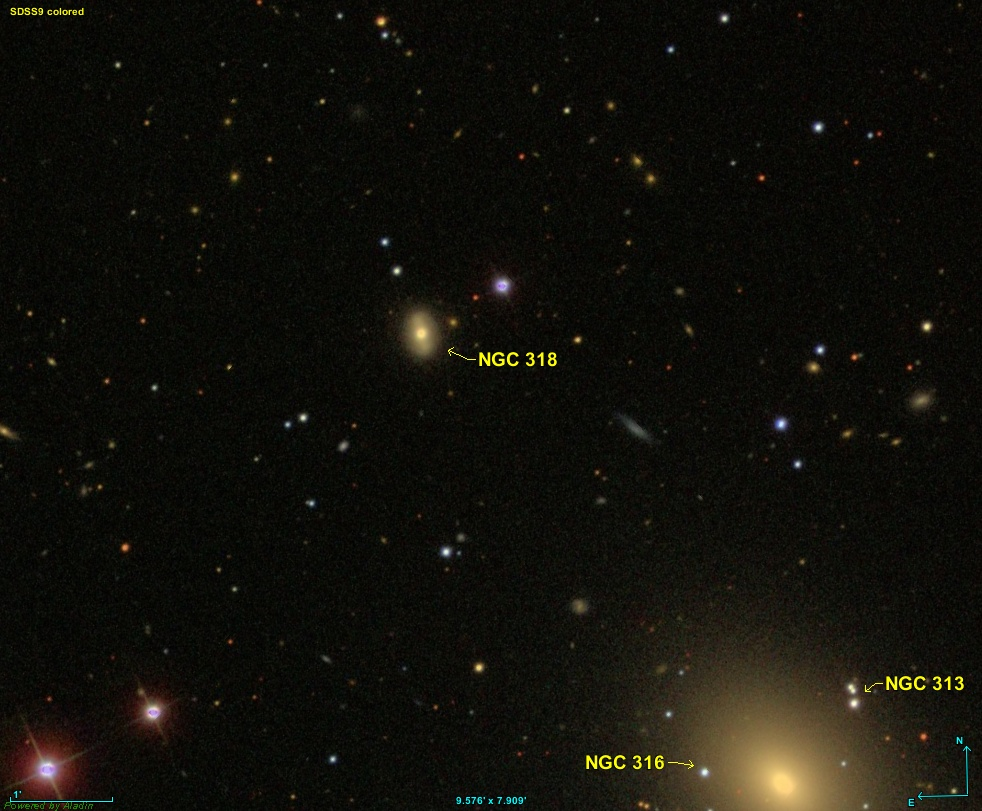
galaxie NGC 318 a hvězda NGC 316 a dvojhvězda NGC 313 s částí neoznačené galaxie NGC 315